# Буркоманда I
Буркоманда (Буркуманда) I (бл. д/н — 1665) — 7-й мбанго (володар) і султан Багірмі в 1635—1665 роках.

## Життєпис
Походив з династії Кенга. 1635 року спадкував трон після смерті мбанго і султана Далая. Відновив активну зовнішню політику, при цьому зберігаючи залежність від імперії Борну.
Протягом 3 років на сході підкорив невеличку державу Кенга та відновив зверхність над Сокоро і Медого, що за попередніх правителів Багірмі, відновили самостійність. На заході зумів встановити владу над державою Будума. В подальшому здійснив успішні походи проти державних утворень Білма (в пустелі Сахара), Біндер і Лере (на північному заході), де захопив здобич у вигляді рабів, коней, худоби та срібла.
Під час другої великої кампанії на південь підкорив держави Саруа і Н'дам. Третьою військовою кампанією Буркоманди I стало підкорення султанату Вадай, правитель якого Абд аль-Карим визнав зверхність Багірмі та зобов'язався сплачувати данину.
Помер Буркоманда I 1665 року. Йому спадкував Абдул-Рахман I.